# 博物館驚魂夜
是一部2006年美國的冒險喜劇電影，改編自米蘭·崔克於1993年撰寫的童書《博物館驚魂夜》。本片為《博物館驚魂夜》系列電影的首部作品，劇情內容敘述一位剛離婚的父親找到一個警衛的工作，負責在夜間看守紐約市美國自然歷史博物館，結果發現博物館裡的一件古埃及文物能夠神奇地讓展覽品在夜晚都活了起來。
其续集电影《博物館驚魂夜2》於2009年上映。

## 故事
在布鲁克林区，賴瑞·達理是個剛離婚、想要發明新玩意但總是換工作和住處的人。他的前妻艾莉卡對他的情況感到有點同情，但她認為他不是他們10歲的兒子尼克的好榜樣。尼克正在考慮要不要放棄打冰球，打算長大後要當一名像他媽媽的未婚夫唐那樣的股票經紀人；而賴瑞擔心尼克更欣賞唐而不是他，尤其是在尼克選擇邀請唐到學校的職業日介紹工作後。後來，賴瑞在自然歷史博物館找到了一份夜間保全的工作，取代了要退休的保全賽西·佛萊德里克以及他的同事葛斯和雷金納德。賽西在交接時給了賴瑞一本特殊的手冊，提醒他千萬不要「讓什麼東西進來…或者走出去」。
上班的第一晚，賴瑞發現博物館的展品夜晚會動起來，包括：超愛玩的暴龍骨頭「Rexy」；超皮的白面狨猴Dexter，它不只搞砸了賴瑞的手冊，還偷了他的鑰匙；還有模仿古西部、古羅馬和古瑪雅的小人國；嚼口香糖的復活節島石頭大佬；以及像匈奴王阿提拉、南北戰爭的士兵、喜歡放火的原始人，還有被關在玻璃櫃裡、啥都聽不到的薩卡加維亞的蠟像。賴瑞差點跟兩個小頭目杰迪迪亞和奧克塔維斯起衝突，還好被騎馬的泰迪·羅斯福救了一命。泰迪說，自從1952年那塊古埃及的金色石板 - 法老阿克梅拉的神祕石板來到博物館，展品每晚都會活蹦亂跳，但如果日出前還不回到館內，它們會變成灰。在泰迪幫忙搞定一切後，賴瑞發現他其實有點喜歡薩卡加維亞，但就是不敢開口跟她說。
賽西、雷金納德和葛斯來找賴瑞，他本來想辭職，但尼克和唐來恭賀他新工作，讓他決定為了兒子再努力。賽西建議他多讀歷史知識。賴瑞漸漸能夠控制這些展品，但那群原始人在自己的區域搞出火災，他只好趕緊撲滅；同時，Dexter又偷了他的鑰匙，打开開窗放了一個原始人逃出去，那原始人看到街上一群流浪漢生火就跳窗出去了。賴瑞沒救得回那逃出去的原始人，被日出的太陽照到變成灰，最后被街道清潔車給掃走。博物館館長麥菲博士看到被破壞的原始人展品，就要炒賴瑞魷魚，而且还被儿子尼克和同学看到。但賴瑞說服麥菲再給他一次機會。蕾貝卡·哈特曼是博物館的導遊也是研究薩卡加維亞的歷史學者，當賴瑞告訴她博物館的夜間秘密時，她以為賴瑞在取笑她。
夜晚，賴瑞帶尼克到博物館想见识一下，但這晚却沒有任何東西活過來。他們發現賽西、葛斯和雷金納德正在盗窃金石板。就像博物館的展品一樣，這三位老警衛因為石板的能力而變得精力充沛。他們一直策劃要偷這石板還有其他值錢的展品，然後把罪名賴到賴瑞頭上。尼克转动开关，讓石板恢復活力，博物館的展品又再次活過來，於是在館內開始了一場追逐戰。但最后賽西把石板搶走，並把尼克和賴瑞鎖在埃及展室。賴瑞從棺材裡釋放出法老阿克梅拉的木乃伊，幫助他們逃脫，却發現其他的展品人物分成了不同的历史和政治阵营正在互相打鬥，賴瑞說服他們團結起來，并指挥各人抓住那三位警衛並找回那片石板。
葛斯和雷金納德被抓住，但賽西駕駛著郵政馬車逃跑了。泰迪為了保護薩卡加維亞把她推了出去，自己被車撞成兩半，但還活著。賴瑞追著賽西跑到中央公園，這時，Jedediah和Octavius駕駛著玩具車，加上Rexy從前面衝向賽西，打算攔截他。賽西看到前面的情形，在快對撞時立刻緊急轉彎，Jedediah和Octavius兩人失控翻車。賴瑞在這次混亂中終於追上了賽西。賽西嘲笑賴瑞，以为他不知道如何操作馬車的煞車暗語，但賴瑞经过学习是懂得暗语的，并成功地命令馬車急刹，賽西被彈飛出去，成功阻止他並取回石板。當薩卡加維亞幫忙修復泰迪時，他們兩人終於拉近了關係。蕾貝卡看到展品回到博物館，終於明白了事情的真相，賴瑞也把她介紹給薩卡加維亞。隔天，前一晚的種種怪事，例如原始人在博物館地鐵站留下的洞穴畫，還有中央公園的暴龍腳印等事件登上了电视新闻，麥菲博士原本打算炒賴瑞魷魚，但看到新聞帶動了博物館的入館人數后，决意留用賴瑞，且那晚和尼克、蕾貝卡還有所有展品一起開了個派對慶祝。
在片尾彩蛋，作為對賽西、葛斯和雷金納德在罪行的懲罰，他們被迫當上博物館的清潔工，畫面中顯示他們一邊拖地一邊跳舞，正在清理派對後的殘局。

## 角色
演員陣容
| 演員                              | 角色                                       | 備註                                            |
| 班·史提勒 Ben Stiller             | 賴瑞·達理 Larry Daley                      | 博物館保全。                                    |
| 傑克·恰里 Jake Cherry             | 尼可拉斯（尼克）戴利 Nicholas "Nick" Daley | 賴瑞小兒子。                                    |
| 狄克·范·戴克 Dick Van Dyke        | 賽西·佛萊德里克 Cecil Fredericks           | 高個子的白人老警衛。                            |
| 卡拉·裘吉諾 Carla Gugino          | 蕾貝卡·哈特曼 Rebecca Hutman               | 女講師。                                        |
| 米奇·隆尼 Mickey Rooney           | 葛斯 Gus                                   | 矮個子的白人老警衛。                            |
| 比爾·考布斯 Bill Cobbs            | 雷金納德 Reginald                          | 黑人老警衛。                                    |
| 瑞奇·葛文斯 Ricky Gervais         | 麥菲博士 Dr. McPhee                        | 賴瑞的上司。                                    |
| 金·瑞弗 Kim Raver                 | 艾莉卡·戴利 Erica Daley                    | 賴瑞前妻。                                      |
| 保羅·路德 Paul Rudd               | 唐 Don                                     | 賴瑞前妻的未婚夫。                              |
| 安·蜜拉-史提勒 Anne Meara-Stiller | 黛比 Debbie                                | 職業介紹所員工。安也是主演班·史提勒的親生母親。 |

博物館
| 演員                                       | 角色                                     | 備註                         |
| 羅賓·威廉斯 Robin Williams                 | 西奧多·羅斯福總統 Theodore Roosevelt     | 美國第26任總統蠟像。         |
| 歐文·威爾森 Owen Wilson                    | 嘉地雅·史壯·史密斯 Jedediah Strong Smith | 西部牛仔模型（手指般大小）。 |
| 史蒂夫·庫根 Steve Coogan                   | 屋大維 Octavius                          | 羅馬戰士模型（手指般大小）。 |
| 派翠克·加拉格 Patrick Gallagher            | 匈王阿提拉（不是匈奴） Attila the Hun    | 匈人勇士塑像。               |
| 雷米·馬利克 Rami Malek                     | 阿卡曼拉 Ahkmenrah                       | 古埃及法老王木乃伊。         |
| 瑞緒·佩克 Mizuo Peck                       | 莎卡嘉薇亞 Sacagawea                     | 印地安女子蠟像。             |
| 捲尾猴水晶 Crystal the Monkey              | 德克斯特 Dexter                          | 猴子。                       |
| 皮耶法蘭西斯柯·法維諾 Pierfrancesco Favino | 克里斯多福·哥倫布 Christopher Columbus   | 探險家雕像。                 |
| 布萊德·賈奈特 Brad Garrett                 | 復活島摩艾石像 The Easter Island Head    | 人頭石像（配音演出）。       |
| 馬丁·克里斯多佛 Martin Christopher         | 梅利維瑟·路易士 Meriwether Lewis         | 美国探险家蠟像。             |
| 馬丁·西姆斯 Martin Sims                    | 威廉·克拉克 William Clark                | 美国探险家蠟像。             |

## 博物館展品

香港海報

- 西奧多·羅斯福蠟像
- 霸王龙骨
- 卷尾猴
- 哥倫布
- 摩艾石像
- 阿提拉
- 史前人类
- 屋大维
- 西部牛仔
- 埃及法老
- 萨卡加维亚
- 劉易斯與克拉克遠征

## 製作
主體拍攝於2006年1月30日開始，於溫哥華進行製作。

## 同名电视节目
中国大陆的湖南卫视于2011年3月9日推出了电视版本，每周三凌晨00:05首播。